# 実川桃子
実川 桃子（みのりかわ ももこ、1991年2月12日 - ）は、日本の女優、声優。三重県出身。

## 経歴
2012年9月まではTABプロダクション声優養成スクール、2013年頃はアヴィラステージに所属していた。
2014年からは再び養成所に通い直していたが、2017年11月にフラッシュアップに所属したことを発表した。2020年3月28日に退所を報告。
2020年7月26日にスチール・ウッド・ガーデンに所属したことを発表したが、2021年3月31日付で退所した。
2022年3月30日に旧芸名「倉口 桃」から「実川 桃子」に改名することを発表した。

## 出演
※太字は主役・メインキャラクター

### テレビアニメ
2011年
- ゆるゆり（池田千鶴、陸上部員、生徒、女の子、女子中学生、お化け屋敷の幽霊）

2012年
- さんかれあ（八坂御子）
- ゆるゆり♪♪（池田千鶴、えり）

2015年
- ゆるゆり さん☆ハイ!（池田千鶴）

### OVA
- ゆるゆり なちゅやちゅみ!（2014年、池田千鶴）

### Webアニメ
- みにゆり（2019年、池田千鶴）

### ゲーム
2009年
- LUNA Twinkle!（ヒューマン女）

2010年
- エルソード（アン、ハンナ）

2011年
- ヴァンディアブレイカー（湾岸都市キャッシュ）

2012年
- 双剣のクロスエイジ（井伊直虎）

### ドラマCD
- さんかれあ（八坂御子）

### ラジオ
- ももにょんのまじかる☆みらくる（YouTube 『プロぶろ「ガチラジアワー」チャンネル』内）
- 智一・美樹のラジオビッグバン（2012年12月17日 - 2013年10月6日、文化放送）アシスタント：第12期BGP
- ラジゲキッ！（2016年4月1日・16日、entamedia JAPAN・FM-KAZZ 他）ゲスト[3]

### インターネットテレビ
- K-station「うさぎとドラゴン(犬)」（2015年11月16日、ニコニコ生放送）[4]
- 流行学園TV 俺トーク+ 第20回配信（2015年11月26日、USTREAM）[5]

### 映画
- ハルカ（松岡ゆり）[6]
- 映画「ピカゼロ」（さゆり）[7]

### 舞台
2016年
- fragment edge No.4「うみがめくれる-inversion-」（8月3日 - 7日、新宿SPACE雑遊） 魚住とも / 青魚 役
- AC factory vol.30 「kill～新撰組がキルっ！？～」（11月16日 - 20日、シアターサンモール） 四女 役
- fragment edge No.5「プリンセス・アジェンダ」（12月21日 - 25日、シアターKASSAI） 津村ツムギ 役

2017年
- むばたまの夜に降る白雪の月影（3月28日 - 4月2日、日暮里d-倉庫） 早川薫子 役
- エンブリオ（5月17日 - 21日、シアターサンモール） 土屋アイラ 役
- 学園コレクション（9月28日 - 10月1日、中野ポケットスクエア　劇場HOPE）  江良河原 役

2018年
- 戯曲法廷（1月6日 - 8日、ひの煉瓦ホール）天道奏 役
- 空蝉（2月21日 - 25日、高田馬場ラビネスト） ‐ 青葉悠音 役
- アドリブ心理劇「レジスタンスイレブン」～ハロウィンを守り抜け～（10月11日、コフレリオ 新宿シアター）
- アドリブ心理劇「レジスタンスイレブン」～クリスマスを守り抜け～（12月9日・10日・15日、コフレリオ 新宿シアター）

2019年
- 朗読劇びんづめ（4月20日・21日、シネマハウス大塚）
- ○○ステップ（11月2日、中野あくとれ）ダンス講師 役 ※ゲスト出演
- 朗読劇びんづめ ふた瓶目（12月14日・15日、光塾 COMMON CONTACT 並木町）

2023年
- びんづめズ特別公演「不思議の国の私たち」（12月15日 - 17日、西荻シネマ準備室）

### イベント
2010年
- ダンスイベント「Mother2010」

2012年
- ゆるゆり ライブイベント2 七森中♪うたがっせん（2012年6月17日、パシフィコ横浜）

2013年
- ゆるゆり ライブイベント3 七森中♪ふぇすてぃばる（2013年2月24日、パシフィコ横浜）※サプライズ出演
- ラジオビックバン 公開録音（2013年9月16日、文化放送）

2015年
- 朗読劇「セカンド・コンプレックス」（2015年7月18日・31日、リーディングカフェピカイチ）
- 原宿アルタ夏祭り〜kawaiiベアーが燃える〜（2015年8月15日、原宿ALTA）
- free style LIVE ― Unreal ―（2015年10月12日、新宿Head Power）
- 月乃きら生誕ライブ（10月25日、Cafe&Bar SIXTEEN）
- 渋谷芸術祭「映画ハルカステージ」（10月31日、宮下公園）
- トロピカルランド vol.5（11月1日、新宿Head Power）
- トロピカルランド vol.6（11月8日、新宿Head Power）
- Live Artist Collection〜秋の大交流会2015!!!〜（11月15日、mismatch）
- Fasion Performance Party（11月29日、新宿Head Power）
- フィメールパワー（12月6日、新宿Head Power）

2016年
- ☆CHERRY BOMB☆〜新春ふぇすた〜（1月5日、新宿Head Power）
- トロピカルランド vol.9（1月16日、新宿Head Power）
- 山中潤一＆吉川佑紀ツーマンライブ（1月17日、蒲田code）
- G3 生誕ライブ（2月13日、新宿Head Power）
- Dreamcastreeeeat×PGG fes!!（3月11日、渋谷Glad）
- romance project live東京公演〜episode102〜（4月9日、東高円寺笑や）
- 朗読劇  戯曲乙女〜Lies and Truth〜（4月29日 - 5月1日、渋谷G-styleCafe）
- 寺田沙耶デビュー1周年ライブ（5月7日、Twin Box AKIHABARA）
- 踊るぽんぽこりんvo.5（6月5日、J.Bridge）
- まゆろるたいむ vol.1（5月27日、渋谷Glad）

2017年
- Cafe Neo:ROID 2.5次元リーディングカフェ（6月10日・11日、四谷サロンガイヤール）Mil 役
- Cafe Neo:ROID お月見ホログラフィー（9月15日 - 17日、下北沢スタジオベイド）Mil 役

2018年
- 倉口桃バースデーイベント〜倉口桃のこれまでのあらすじ！〜（2月12日、Reading Cafe ピカイチ）
- Cafe Neo:ROID無料イベント『タダネロ！』（4月21日、アキバイベスペ）Mil 役
- Cafe Neo:ROIDスタッフロイドお披露目イベント『なうろーでぃんぐ』（5月11日、四谷サロンガイヤール) Mil 役
- Cafe Neo:ROIDカフェネロ1周年記念公演『update.』（6月8日 - 10日、赤坂CHANCEシアター）Mil 役
- Cafe Neo:ROIDの休日〜浴衣でBBQ〜（8月26日、渋谷ガーデンスペース）Mil 役
- FlowerBox企画『ハロウィンマジック』（10月6日・7日、PRiME THEATER）
- Cafe Neo:ROIDの★Crescent X'mas」12月23日、スタジオベイド自由が丘店）Mil 役

2019年
- 〜Cafe Neo:ROIDの休日〜 🐾Milと桃鈴のひゃくれつスパーリング！（1月20日、アキバ人狼館）Mil 役
- Cafe Neo:ROIDMilのフェアウェル☆パーティー（2月22日 - 24日、赤坂CHANCEシアター）Mil 役
- 猫とチョコと私たちの回（3月2日、プライムシアター）
- 夏のBIN・KAN祭り（8月24日、東中野バニラスタジオ）
- 第4回猫とチョコと私たちの回（8月31日、プライムシアター）
- ほんとうにあったもが誕-桃ちゃん誘ってみた-（12月19日、秋葉原イベスペ）